# AGIT – Symposium und Fachmesse für Angewandte Geoinformatik
Die AGIT – Symposium und Expo für Angewandte Geoinformatik – ist ein Forum für deutschsprachige GIS-Anwender. Die Tagung wurde ab dem Jahr 2022 in GI-Forum Salzburg umbenannt. Veranstalter ist der Fachbereich Geoinformatik (früher: Zentrum für GeoInformatik) an der Digitalen und Analytischen Fakultät der Universität Salzburg und der Österreichische Dachverband für Geografische Information (AGEO).
AGIT ist der Name einer Serie von GIS-Konferenzen, die von 1989 bis 2021 jährlich Anfang Juli an der Universität Salzburg veranstaltet wurden. Initiiert wurde die Kongressreihe, die für den gesamten deutschen Sprachraum und das nahe Ausland konzipiert ist, vom Geographen und Geoinformatiker Josef Strobl. Im Jahr 2021 erfolgte wegen der Corona-Pandemie eine hybride Durchführung, anlässlich derer die Tagung in AGIT & GI_Forum 2021 umbenannt wurde. Von 2022 bis 2023 wurde die Tagung mit der Bezeichnung GI-Forum Salzburg abgehalten. Für das Jahr 2024 ist eine eintägige Veranstaltung am 3. Juli 2024 mit der Bezeichnung Zukunftsforum Geoinformatik geplant, bei der Trends und Innovationen aus dem Fach diskutiert werden sollen und mit den Teilnehmerinnen und Teilnehmern ein Dialog geführt werden soll, wie eine Veranstaltung ab 2025 aussehen kann.
Die dreitägige Veranstaltung umfasste jeweils etwa 200 Fachvorträge, Workshops und Spezialforen in 8–10 Parallelsessionen zu den Themenkreisen Angewandte Geoinformatik, GDI: Infrastrukturen und georeferenzierte Dienste, dynamische Modellierung und Simulation, Location Based Services, Vermessungswesen, Fernerkundung und kartografische Kommunikation. Inhaltliche Themen sind geoGovernment, Raumplanung, Verkehr, Naturraum und Landschaft, Umwelt und Medizin, Sicherheits- und Katastrophenmanagement, Ver- und Entsorgung. Diskussionen und die Fachmesse AGIT EXPO sind weitere Bestandteile des Tagungsprogramms.
Die Tagungsbände erschienen von 1989 bis 1997 in der im Selbstverlag herausgegebenen Schriftenreihe „Salzburger Geographische Materialien“ und ab 1998 im Wichmann-Verlag.